# Korehito Kurahara
Korehito Kurahara (蔵原惟人, Kurahara Korehito), né le 26 janvier 1902 et mort le 25 janvier 1999, est un critique littéraire japonais.

## Biographie
Kurahara étudie le russe à l'université de Tokyo et devient en 1925 correspondant du journal Miyako Shimbun en Union soviétique.
À son retour, il participe à la fondation en 1928 de la Fédération pan-japonaise des artistes prolétariens (Nappu). Cette implication dans la Nappu ainsi que dans le mouvement littéraire prolétarien fait qu'il écrit un article-essai dans le premier numéro de Senki baptisé « La route vers le réalisme prolétarien » (Puroretaria rearizumu e no michi).
En raison de son implication dans le Parti communiste japonais, il est emprisonné de 1932 à 1940.
Après la Seconde Guerre mondiale, il est l'un des membres fondateurs de la Société littéraire du nouveau Japon et en 1965, de l'Union japonaise pour la littérature démocratique.
En plus des écrits théoriques sur la littérature prolétarienne, Kurahara rédige des monographies sur la littérature japonaise contemporaine et des œuvres d'écrivains russes traduits en japonais.
Il  est marié à la romancière et écrivaine de la littérature prolétarienne Takako Nakamoto, avec qui il a deux enfants.